# Giovanni Giraldi
Giovanni Battista Giraldi (Ventimiglia, 1º luglio 1915 – Milano, 23 settembre 2014) è stato un filosofo e filologo italiano.

## Biografia
Il padre di Giovanni Giraldi, originario di Dolceacqua e di estrazione contadina, dopo il servizio militare riuscì la scalata del successo al Casinò di Monte Carlo, affermandosi anche come uomo di grande saggezza e religiosità. La madre invece era originaria di Ventimiglia, dove Giovanni Giraldi stesso nacque e trascorse la sua infanzia, nono di undici figli. Sebbene la famiglia fosse benestante, egli soffriva per la grande conflittualità interna, continuamente vessato dalla sorella maggiore che non esitava ad usare violenza nei suoi confronti, mentre la madre non faceva parola con il padre di quanto assisteva. Giraldi racconta che in questo periodo riusciva a trovare pace solo in chiesa.
Con una bugia astuta Giraldi riuscì a scappare di casa, entrando in un collegio, dunque l'anno successivo si trasferì in un altro collegio di Roma, ove tuttavia non riuscì a trovare la tranquillità sperata. Nel 1939 si sposò con Armida Saliola, che gli darà due figli e resterà la compagna della sua vita sino alla morte sopraggiunta nel 1996. Giraldi riuscì a compiere studi classici a Roma, iscrivendosi poi all'Università. Egli non frequentava le lezioni delle materie filosofiche o letterarie curricolari, ma studiava per conto proprio. Tuttavia seguiva abbastanza regolarmente le lezioni di psicologia del professor Mario Ponzo, anche se non era materia d'esame.
Conseguì la prima laurea nel 1941 e prestò servizio militare durante la seconda guerra mondiale. Nel frattempo, dopo aver conseguito la prima laurea in discipline letterarie, si iscrisse per una seconda, questa in discipline filosofiche, che ottenne discutendo molto animatamente la tesi con Ugo Spirito, il quale ironizzò sulle sue pretese di "fare una nuova filosofia".
Gli interessi letterari erano però prevalenti, a partire dalla sua prima opera creativa, il Bàrel, composto all'età di 24 anni in versi e poi rivisto in prosa, ma soprattutto ricerche letterarie, anche se le occasioni di pubblicazione si limitarono a degli studi sul Carrara: una ricerca sul Bucolicm Carmen uscì su Il giornale storico della letteratura italiana e una bibliografia delle opere su Rinascimento, e uno studio sul Rinaldo del Tasso pubblicato su Bergomum e sul Convivium diretto da Carlo Calcaterra.
Più facilmente venivano pubblicati gli studi filosofici di Giraldi che trovarono spazio su Il Saggiatore, rivista pedagogica e filosofica diretta da Gallo Galli e da Angiolo Gambaro, sulla Rivista Internazionale della filosofia del diritto di Giorgio Del Vecchio e molto sulla rivista Filosofia dell'Unicità di Antonio Consentino, che aveva conosciuto nell'ambiente della rivista milanese Humana. Nel 1959 conseguì finalmente la Libera Docenza e insegnò per molti anni Storia Generale della Filosofia presso l'Università Statale di Milano. Giovanni Giraldi ha fondato e diretto la casa editrice Pergamena, dopo la morte della moglie ceduta al figlio Giancarlo. Pergamena Editrice ha pubblicato due periodici specialistici, anch'essi fondati e diretti da Giovanni Giraldi: L'Idea liberale (1959-1992) e Sistematica (1968-2014).
La sua attività culturale, estesa a tutto lo scibile umano, è racchiusa in centinaia di opere e in numerosissimi articoli. Si segnalano tra questi le sue collaborazioni anche per Il Giornale d'Italia. Oltre a libri di filosofia, teologia, filologia e pedagogia - quelli che hanno goduto di maggiore notorietà sono il monumentale Dizionario di Estetica e Linguistica generale e la Storia della pedagogia, testi utilizzati prevalentemente in ambito universitario - Giovanni Giraldi ha scritto anche poesie, racconti e novelle confluite in alcune raccolte. È stato inoltre ripetutamente acquisito come consulente dall'Accademia Svedese per l'attribuzione del Premio Nobel per la letteratura; ha trascorso gli ultimi anni della sua vita a Noli, ove era cittadino onorario.
È morto nel suo centesimo anno di vita il 23 settembre 2014 a Milano.

## Pensiero
Partendo dalla teoria gentiliana, che vede in tutto una "mediazione", e da quella di Antonio Consentino, che sostiene al contrario la totale "immediatezza", Giovanni Giraldi afferma che anche l'atto puro di Gentile, in quanto nuovo e spontaneo, non può che nascere senza alcuna mediazione, quindi è l'equivalente dell'immediatezza consentiniana, o del sentire puro. Egli pertanto prova a risolvere le contraddizioni di entrambe le posizioni in una sintesi hegeliana che possa superare sia il divenirismo gentiliano, sia il coscienzialismo antidivenirista di Consentino. La soluzione di Giraldi è che l'immediatezza sarebbe "sostanziata di mediazione, e viceversa". L'immediatezza è così colma di mediazione, perché senza di essa sarebbe cieca e una mediazione senza una immediatezza sarebbe nulla. Inoltre, per avere una identità distinguibile, si dovrebbe avere già dentro di sé quanto necessario per identificarsi e per distinguersi.
In Etica del sentimento (1955), ancorando il principio morale proprio alla sfera sentimentale, Giraldi si focalizza sul sentimento di libertà e propone nuove argomentazioni alla tesi di derivazione stoica del sentirsi responsabili, pur entro un tutto già dato. In Gnoseologia del Sentimento (1957) egli parte proprio dalla posizione del Consentino per ripercorrere gli itinerari di una filosofia dell'essere indiveniente e per affrontare gli aspetti dinamici e volontaristici dell'Io, cui Consentino, dall'alto della sua posizione teoretica, non sembrava interessato.
In Filosofia giuridica (1961) espone la concezione di diritto naturale quale sentimento fondamentale giuridico, condizione trascendentale di ogni diritto positivo, una posizione abbozzata in un intervento durante il III Congresso di Filosofia del Diritto a Catania. Pertanto il diritto naturale non sarebbe un codice sovrapponibile ad altri codici, ma la precondizione che permette alle leggi positive di essere leggi e non atti religiosi, estetici, scientifici o di altro tipo. Nella rivista L'Idea Liberale e in alcuni volumi, tra cui Storia del Liberalismo nel sec. XX (1990), si è occupato anche della riflessione su temi politici. Notevoli inoltre i saggi di pedagogia, cui ha dedicato anche una Storia della pedagogia che dagli anni sessanta è tra le più adottate in sede universitaria.
L'opera Storiografia come rettorica, del 1980, tende ad inquadrare l'unitarietà artistica e scientifica della ricostruzione storica, coerentemente con la tesi ciceroniana della historia opus oratorum maxime e con quella aristotelica dell'entimema, in altre parole quel sillogismo retorico che si differenzia da quello della necessità. In Epistemologia (1965) invoca una "demitizzazione" anche delle teorie cosmologiche e scientifiche più accreditate (l'evoluzionismo, la teoria del Big Bang, la meccanica quantistica), poiché a suo dire tenderebbero pure esse a cadere in paralogismi e contraddizioni logiche, nonostante gli apprezzabili sforzi a riferirsi a filosofie anche orientali da parte di alcuni notevoli scienziati (Albert Einstein, Werner Karl Heisenberg, Erwin Schrödinger, Paul Dirac).
Ad esempio nota che anche i migliori epistemologi che irridono il concetto di sostanza, di fatto, riferiscono i dati sperimentali ad una sottintesa sostanza soggiacente. In numerose opere dedicate alla religione, analizzata nelle molteplici forme di spiritualità, avanza la tesi che il proprium della religione sia la soteriologia, quindi non tanto il contenuto di una dottrina, ma la speranza di salvazione dal negativo della vita e della morte. Il principio cardine diventa dunque la speranza, e non più la fede, che viene ricondotta ad un ruolo funzionale alla realizzazione della salvezza.
L'analisi giraldiana della religiosità tenta perciò di emanciparsi dagli usuali preconcetti teologici o filosofici: se alla religione è stato assegnato per oggetto l'uomo immediatamente e Dio mediatamente, alla teologia Dio si dà immediatamente e l'uomo mediatamente. Altresì in Immortalità dell'anima (1992) mostra come sia improponibile lo sforzo di svincolare l'unità del Pensiero con la determinazione individualizzata della persona. Il Dizionario di Estetica e Linguistica generale (1975), con alcune integrazioni filologiche presenti in alcune successive pubblicazioni, alcune in Sistematica, si distingue anche per l'attenzione dedicata all'estetica orientale e sulle concezioni dei primitivi "di ieri e di oggi".

### Per una filosofia della scelta e della decisione

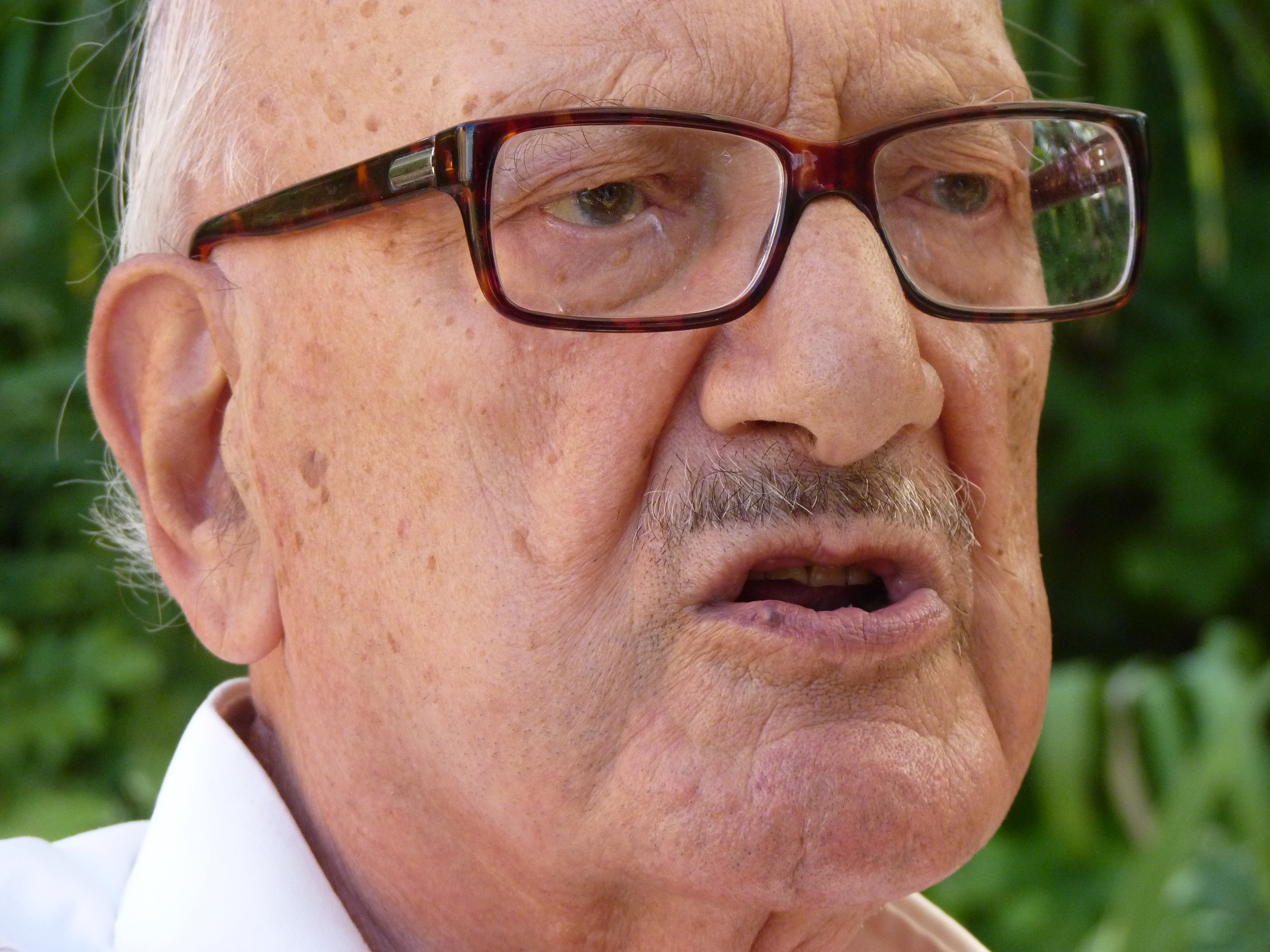
Giovanni Giraldi nel 2013

La proposta avanzata da Giovanni Giraldi per una filosofia della scelta e decisione si apre con una riflessione sul dogmatismo e l'agnosticismo, dalle quali l'autore vuole prendere le distanza. Non si considera dogmatico, perché gnoseologicamente il suo metodo gli consente di aderire ad un'idea solamente dopo la caduta di ogni riserva, ma ciò non lo porta neppure ad approdare ad una concezione scettica né agnostica, in quanto la non possibilità di dimostrare (ad esempio l'immortalità, la vita ultraterrena o l'esistenza di Dio) non equivale ad affermare la loro non esistenza.
Tra le numerose acquisizioni che lo difenderebbero dalle accuse incrociate di scetticismo e agnosticismo enumera la consapevolezza di un patrimonio di verità circa le possibilità di pensiero; la ricchezza dell'atto di conoscenza anche nelle forme meno esplicate; l'emancipazione dalla divisione del conoscere in intuizioni e concetto, sensazione e concetto; la pretestuosità di coloro che esigono una purezza del conoscere senza inquinamenti sentimentali; le aporie di una scienza oggettivante e insieme soggettivante al massimo e dell'arte che, mentre il mondo odierno nega il reale, si riferisce continuamente ad essa, particolarmente nella negazione.
Non potendosi dare una irruzione nel trascendente, è tuttavia possibile affermare la vasta pregnanza del trascendentale, in altre parole di un terreno comune per l'esperienza e il pensiero. Giraldi si considera pertanto idealista, nel senso che non esiste pensiero senza pensiero, spirito senza spirito, ideato senza ideante. Tuttavia, differentemente dalle posizioni gentiliane, non crede che affatto il pensiero sia liquido, tutt'altro; proprio perché l'idea diventa comune, e in essa il Pensiero trova la sua pace, occorre una verità fondamentalmente ferma, non mobilizzabile. Da questi presupposti sorge così una debita attenzione per la scelta e la decisione.
Distinguendo le scelte apparenti, che sono totalmente arbitrarie, da quelle reali, quando al termine dell'analisi si opera con un atto di buona volontà, una decisione autentica ci si trova di fronte ad un bivio metafisico: impossibilità di afferrare la realtà dei tre nominati reali (Dio, Anima e Mondo) e impossibilità di negarli. Sorge appunto la decisione autentica, cui si arriva solamente secondo una corretta formulazione di intenti e seguendo una fine immanente ad ogni forma di scelta. Aristotelicamente – e anche kantianamente – la causa finale riveste una primaria importanza. Se ogni uomo sceglie per sé, nessuna scelta avrebbe una portata teoretica di cogenza, ma aprirebbe le vie della libertà vera, dalla quale ne derivano conseguenze radicali e speculazioni abissali a partire da una decisione, che può essere quella dell'anima unica immortale, o quella del pensiero che viene ad essere dopo la materia, o la non esistenza di Dio. Ciò permetterebbe anche di evitare il depauperamento culturale, con una rivitalizzazione delle esperienze antiche.
La decisione personale di Giraldi propende per una concezione dell'anima unitaria, di stampo aristotelico-averroistico; se l'immortalità naturale di tomistica memoria è da lui considerata "la più materialistica, e più grezza", egli preferisce pensare ad una immortalità conseguita, oppure chiesta a Chi può donarla e concessa a chi la chiede. Sul mondo reale fisico resta una indecisione, ma propende verso un residuo di natura mentale, una sorta di noumeno mentale – sulla scia di Immanuel Kant e Pasquale Galluppi – oltre il grande telone dei fenomeni. In questo caso però occorrerebbe rapportarlo ad una mente divina, perché parlare di mondo senza Dio non avrebbe connotazioni filosofiche. Infine, riguardo all'esistenza di Dio, punto in cui la scelta diviene decisione pura, egli tende a negare la validità delle dimostrazioni, pur scorgendo in esse una bella prova della potenza della mente umana. La conclusione non è però la non esistenza di Dio, ma la non dimostrazione della sua esistenza.
Chi ammette l'esistenza di Dio, tuttavia, deve assumere la radicalità di tale affermazione "guardando il mondo dagli occhi di Dio" e non facendo etsi deus non daretur. Chi prendesse la scelta teistica dovrebbe tacersi per sempre e rinunciare ad intenderlo. Giraldi mette in risalto anche la Volontà, definendola potenza fattiva dell'Idea, e constatandone il carattere generativo-spermatico, per collocare in una prospettiva differente il vitalismo dell'élan vital bergsoniano e della Wille di Schopenhauer. Questo permette di pensare l'Idea non solo quale conoscenza filosofica, ma anche negli aspetti attivi, vitali e di sentimento. Ad essere eroicamente divini non sono pertanto solo i pochi giunti al massime vette di autocoscienza teoretica, ma anche gli umili che vivono inconsapevoli della propria dignità divina, folgoranti però di una autocoscienza morale.

## Bàrel
Dal punto di vista poetico, l'opera principale di Giovanni Giraldi è il Bàrel, iniziato negli anni trenta e sorto dall'ispirazione di un progetto di Papini esposto nell'autobiografia Un uomo finito per un poema apocalittico, mai scritto. Altri spunti furono la lettura di Lord of the World di Robert Hugh Benson e dell'Apocalisse.
Il primo dei tre volumi di cui si compone il Bàrel, terminato in versi nel 1937, fu presentato a Eugenio Giovannetti de Il Giornale d'Italia, che propose come titolo Il Dio Eroico. Gli anni seguenti, segnati dalla Seconda Guerra Mondiale, furono l'occasione per trasporlo in prosa, operazione terminata nel 1944.Questa versione, appena terminata la guerra, fu proposta a vari editori ma che per una serie di sfortunate coincidenze – Mondadori non disponeva della carta, e dopo alcuni anni, quando la carta è disponibile, cambia idea sulla pubblicazione; la casa editrice Api di Mazzucchelli nel frattempo fallì – l'idea di pubblicazione venne temporaneamente accantonata. Nel frattempo alcuni versi furono pubblicati frammentariamente. Il 1964 fu l'anno del riordino delle due versioni in un unico libro che contenesse sia versi, sia prosa, in uno spiccato pluristilismo sperimentale. La pubblicazione avverrà, in tre libri, tra gli anni sessanta e gli anni settanta sotto lo pseudonimo I. Tanarda e poi in raccolte unitarie successive.
Il tema è insolito e il contenuto, con riferimenti religiosi e culturali di ogni tipo, non è di semplice accessibilità. Se il primo libro può essere collocato in un momento simbolico dell'arte, il secondo è classico e il terzo romantico, nei canoni dell'estetica hegeliana. Nel primo, Apocalisse grande, il protagonista Bàrel sovrappone le passioni alle idee; nel secondo, La cerca di Barel, ritorna in proporzioni umane e nel terzo, La morte degli dèi, scende negli abissi vertiginosi del Pensiero, che la poesia tenta di inseguire. È stato tradotto anche in lingua francese dalla poetessa e latinista Geneviève Immè dell'Università di Pau.

## Opere

### Organon Philosophicum
- Ironia, morale, educazione, Editrice Gheroni, Torino 1954.
- Etica del sentimento, Edizioni di "Filosofia dell'Unicità", 1955.
- Gnoseologia del sentimento, Pergamena Editrice, 1957.
- La filosofia giuridica, Edizioni di "Filosofia dell'Unicità", Milano 1961.
- Filosofia della religione. Lezioni accademiche, Edizioni di "Filosofia dell'Unicità", 1962.
- Epistemologia. Una nostra riforma della Logica Hegeliana, Pergamena Editrice, 1965.
- La Metafisica. Quattro discorsi, Pergamena Editrice, 1971.
- Iesous Eléutheros. La liberazione di Gesù: lettera sistematica ai miei figli, Pergamena Editrice, 1973.
- Dizionario di Estetica e di Linguistica generale, Pergamena Editrice, 1975. Studi successivi al 1975 nel periodico Sistematica.
- Res Publica. I. Educazione civica, Pergamena Editrice, 1977.
- Res Publica. II. Teoria dell'Ineguaglianza, Pergamena Editrice, 1978.
- Nel Pleròma. Da Dio alla Materia, Pergamena Editrice, 1979.
- Storiografia come rettorica. Autobiografia come filosofia, Pergamena Editrice, 1980.
- Memoriale Ambrosiano e Memoriale Italico, Pergamena Editrice, 1981.
- Dio, Pergamena Editrice, 1982.
- Estetica della Musica, Pergamena Editrice, 1984; seconda edizione 1997 con Colloquia Edizioni.
- Meditazioni Hegeliane, Pergamena Editrice, 1988.
- Meditazioni Platoniche, Pergamena Editrice, 1990.
- Capitoli sulla Scienza Moderna, Pergamena Editrice, 1991.
- L'immortalità dell'anima, Pergamena Editrice, 1992.

### Ricerche filosofiche
- La filosofia del sentimento di A. Consentino, in Quaderni del 2000, Milano 1952.
- Rabelais e l'educazione del principe, Edizioni Viola, Milano 1953; ora in Paideia grande.
- Un mistico bergamasco: Sisto Cucchi, Secomandi, 1953.
- Amiel Morale, pubblicato sulla rivista pedagogica e filosofica Il Saggiatore, Torino 1956.
- L'educazione dei ciechi, Armando Editore, Roma 1962.
- Società e Stato da Spedalieri a Marx, Pergamena Editrice, 1963.
- L'estetica italiana nella prima metà del secolo XX : figure e problemi., Nistri-Lischi, Pisa 1963.
- Storia della pedagogia, Armando Editore, Roma (I ediz. 1964, X ediz. 1984; "le edizioni successive alla X sono state scempiate da interventi dell'Editore - riporta Giraldi in Sistematica).
- Il pensiero politico tra Ottocento e Novecento, Pergamena Editrice, 1964.
- Adolfo Ferrière. Psicologia, attivismo, religione, Armando Editore, Roma 1964.
- Giuseppe Lomabardo Radice tra poesia e pedagogia, Armando Editore, Roma 1965
- Giovanni Gentile. Filosofo dell'educazione - Pensatore politico - Riformatore della Scuola, Armando Editore, Roma 1968.
- Raffaello Lambruschini. Un uomo, una pedagogia, Armando Editore, Roma 1969.
- Silvio Tissi filosofo dell'ironia, Pergamena Editrice, 1972.
- Moralistica francese, Pergamena Editrice, 1972 - Saggi su Francesco di Sales, il Quietismo, La Rochefoucault, Prevost.
- Filosofi teoretici e Morali, Pergamena Editrice, 1975 - saggi su Condillac, Senancour, Rensi, Hume, Camus, Barié, Galli, Lazzarini, Castelli, Capitini.
- Gramsci e altri miti, Pergamena Editrice, 1979.
- Storia della filosofia, Trevisini Editore, Milano 1983.
- L'Italia nella dittatura e nella non democrazia, Pergamena Editrice, 1983.
- Paideia Grande, Pergamena Editrice, 1983 - Rabelais, Rosmini, Boncompagni, Gentile.
- Storia del Liberalismo nel sec. XX, Pergamena Editrice, 1990.

#### Riviste
Moltissimi saggi e studi di politica, religione, filosofia, filologia e critica sono stati pubblicati nelle seguenti riviste fondate da Giraldi stesso:
- L'Idea Liberale, attiva dal 1959 al 1992.
- Sistematica, dal 1968, attiva sino al 2014.

### Filologia
- Giovanni Michele Alberto Carrara, De fato et fortuna. Introduzione - Testo - Note a cura di Giovanni Giraldi, Tipografia A. Ronda, Milano 1954.
- Studi sul Rinascimento, Pergamena Editrice, 1960. Saggi su: Seneca e la filologia; Petrarca viaggiatore; Leonardo scrittore; Le fonti del Pontano lirico; Gli errori di Dante in un poema umanistico inedito; Il Rinaldo di T. Tasso; Il T. Tasso corregge il Floridante; Rime inedite di Cecco d'Ascoli.
- G. M. A. Carrara, Vol. I, Opere Scelte, a cura di Giovanni Giraldi, Pergamena Editrice, 1967
- G. M. A. Carrara, Vol. II, Armiranda. Inedito umanistico, a cura di Giovanni Giraldi, Pergamena Editrice, 1976. Commedia inedita, testo latino e traduzione
- G. M. A. Carrara, Vol. III, De choreis Musarum, a cura di Giovanni Giraldi, Pergamena Editrice, 1984. Testo sistematico latino. Segue un Saggio monografico sull'umanista.
- G. M. A. Carrara, Vol. IV, Sermones objurgatorii, a cura di Giovanni Giraldi, Pergamena Editrice, 1984.
- Sui tragici greci. Da mio diario filologico, Pergamena Editrice, 1973.
- Filologia. Teoria e saggi, Voll. 4 (1975, 1980, 1986, 1995), Pergamena Editrice.
- Su Dante con verità, Pergamena Editrice, 2003.
- Il Manzoni, in Sistematica (140-141), Pergamena Editrice, 2009.
- Gesù, Pergamena Editrice, 2012.

### Poesia e prosa d'arte
- Collana dei "Tredici".  La Scala, novelle e poesie; Casa Editrice Mutarsio, Torino 1938
- Bàrel. I. Apocalisse grande (1965); II. La cerca di Bàrel (1971); III. La morte degli dèi (1977); in volume unico (1998 e 2011), Pergamena Editrice.
- Hendecasyllabi aliaque scripta, Pergamena Editrice, 1964.
- L'aragosta. Romanzo Ligure, Pergamena Editrice, 1968.
- Il figlio di Pinocchio, Pergamena Editrice, 1976; Fratelli Frilli 2001 (recensioni).
- Il dono delle Muse. Cento novelle, Pergamena Editrice, 1981.
- Quadri Intemelii, Pergamena Editrice, 1988.
- Miniature. Codex aureus, Codex recens. Codex quadraticus, Pergamena Editrice, 1992. Cento tavole, alcune con testi latini parzialmente editi in Hendecasyllabi. Il Codex recens presenta soggetti del Bàrel; il Codex aureus è a soggetto libero e vario; il Codex quadraticus comprende le figure degli scacchi. Con rubriche annesse che spiegano tempi, temi, tecniche. Pergamene eseguite dal 1972 al 1977.
- Musa latina, Pergamena Editrice, 1990.
- Il ramo d'oro, Pergamena Editrice, 1992. Scritti in Italiano, Latino, Francese, Romanesco, Biblico.
- Profili di gente nel mio tempo, Pergamena Editrice, 1993.
- Splendido novellare, Pergamena Editrice, 1994. Cento racconti e novelle.
- Musis amicus, Pergamena Editrice, 1997. Versi e prose in Latino.
- Mimì o E tutto è amore, Pergamena Editrice, 1998.
- Sorridono i gigli. Liriche e restauro filologico di Saffo, Pergamena Editrice, 2002.
- Tevere amico, Pergamena Editrice, 2006. Pedagogia e Filosofia esposte nel dialetto Romanesco da un popolano di Trastevere.
- Paradiso, Pergamena Editrice, 2006.
- Faust mediterraneo, Pergamena Editrice, 2007.
- Atlantidos persis, Pergamena Editrice, 2008.
- François Villon, Il Testamento, traduzione e saggio critico a cura di Giovanni Giraldi, Pergamena Editrice, 2006.
- Amitiés françaises, Pergamena Editrice, 2008.
- Nel Sublime, Pergamena Editrice, 2009.
- Il mio Ponente, Pergamena Editrice, 2010.
- Letture belle, Pergamena Editrice, 2011.